# 충청지방통계청
충청지방통계청(忠淸地方統計廳, Chungcheong Regional Statistics Office)은 대전광역시, 세종특별자치시, 충청북도, 충청남도 지역의 통계 기준 설정과 인구조사 및 각종 통계에 관한 사무를 관장하는 대한민국 통계청의 소속기관이다. 2009년 2월 1일 발족하였으며, 대전광역시 서구 한밭대로 713에 위치하고 있다. 청장은 임기제공무원 3급 또는 4급으로 보한다.

## 직무
- 소속기관 등의 총괄 관리에 관한 사항
- 관할 지역통계의 분석 및 제공 등에 관한 사항
- 관할 시군구 지역통계 작성의 승인 및 품질관리제도의 운영에 관한 사항
- 조사대행 및 지역통계지원 등에 관한 사항
- 관할지역 지방자치단체 등과의 대외협력에 관한 사항
- 책임운영기관 운영에 관한 사항
- 조사환경개선 등에 관한 사항
- 소관통계의 조사실시·내용검사·분석 등에 관한 사항
- 조사대상의 표본관리 등에 관한 사항
- 통계조사의 정확도 제고에 관한 사항
- 교육훈련 등에 관한 사항
- 그 밖에 홍보활동 및 지방청의 목적달성을 위하여 필요한 사항

## 연혁
- 1975년 8월 14일: 조사통계국 소속으로 충청북도·충청남도통계사무소 설치.[4]
- 1990년 4월 7일: 충북·충남통계사무소로 개편.[5]
- 1995년 8월 12일: 충남통계사무소 소속으로 천안출장소 설치.[6]
- 1998년 7월 1일: 충북통계사무소 소속으로 충주·옥천출장소를, 충남통계사무소 소속으로 보령·서산출장소를 설치.[7]
- 2001년 1월 1일: 충남통계사무소를 책임운영기관으로 지정.[8]
- 2006년 1월 1일: 충북통계사무소를 책임운영기관으로 지정.[9]
- 2006년 7월 1일: 충남통계사무소를 대전·충남지방통계청으로 개편.[10]
- 2008년 2월 29일: 대전·충남지방통계청 소속으로 공주·아산·부여·홍성출장소를, 충북통계사무소 소속으로 제천·증평출장소를 설치.[11]
- 2009년 2월 1일: 대전·충남지방통계청과 충북통계사무소를 충청지방통계청으로 통합.[12] 공주·아산·부여·제천출장소를 폐지하고 천안·보령·서산·홍성·충주·옥천·증평출장소를 천안·보령·서산·홍성·충주·옥천·증평사무소로 개편. 청주사무소 설치.[13]
- 2015년 10월 1일: 옥천·증평사무소 폐지.[14]
- 2019년 2월 26일: 세종사무소 설치.[15]

## 관할구역
- 대전광역시
- 세종특별자치시
- 충청북도
- 충청남도

## 조직

### 청장
- 조사지원과[16]
- 지역통계과[17][18]
- 경제조사과[17]
- 사회조사과[17]
- 농어업조사과[17]

### 소속기관
사무소장은 5급 공무원으로 보한다.
| 명칭       | 위치                                   | 관할구역                                           |
| ---------- | -------------------------------------- | -------------------------------------------------- |
| 세종사무소 | 세종특별자치시 가름로 232              | 세종특별자치시, 충청남도 공주시                    |
| 홍성사무소 | 충청남도 홍성군 홍성읍 월산로50번길 21 | 충청남도 홍성군·예산군·청양군                      |
| 천안사무소 | 충청남도 천안시 서북구 오성로 89       | 충청남도 천안시·아산시                             |
| 보령사무소 | 충청남도 보령시 해안로 189             | 충청남도 보령시·서천군·부여군                      |
| 서산사무소 | 충청남도 서산시 석림1로 67             | 충청남도 서산시·당진시·태안군                      |
| 청주사무소 | 충청북도 청주시 흥덕구 덕암로17번길 10 | 충청북도 청주시·진천군·옥천군·영동군·보은군        |
| 충주사무소 | 충청북도 충주시 계명대로 271           | 충청북도 충주시·제천시·단양군·증평군·괴산군·음성군 |